# Melón
Melón è un comune spagnolo di 1 504 abitanti situato nella comunità autonoma della Galizia.